# Бабенко, Николай Николаевич
Николай Николаевич Бабенко (род. 8 июня 1970, Темиртау, Карагандинская область) — советский и российский хоккеист, нападающий. Российский тренер, функционер.

## Биография
Начинал играть в команде второй лиги «Строитель» Темиртау в сезоне 1986/87. С сезона 1991/92 клуб стал называться «Булат», со следующего сезона начал играть в открытом чемпионате России. Бабенко также выступал за «Автомобилист» / «Строитель» Караганда в первой советской лиге (1989/90, 1991/92) и в чемпионате МХЛ 1993/94. По ходу сезона 1993/94 перешёл в команду элитной лиги первенства ФХР «Рубин» Тюмень. Вышел с клубом в МХЛ, где провёл пять сезонов (1994/95 — 1998/99). Два сезона отыграл в Суперлиге за «Северсталь» Череповец. Пять следующих сезонов провёл в высшей лиге в составе тюменского клуба, называвшегося «Газовик». В сезонах 2001/02 (с 21 марта) по сезон 2002/03 — главный тренер команды, в следующем сезоне — старший тренер.
Играл за сборную России на этапах Еврохоккейтура 1996/1997 в Финляндии и России.
Главный тренер студенческой сборной России, составленной из игроков «Газовика», на хоккейном турнире зимней Универсиады 2003 года.
Генеральный менеджер команд «Сарыарка» Караганда (2011/12 — 2012/13), МХК «Казахмыс» Сатпаев, «Рубин» Тюмень (с 2016/17).